# Ukrainsk litteratur
| Ukrainsk litteratur |
| --- |
| Natalka Bilotserkivets, poet och represententant för den moderna ukrainska litteraturen. - Betydelse – litteratur på ukrainska - Bakgrund – från 900-talet; på modernt litteraturspråk sedan 1800-talet - Viktiga namn – Taras Sjevtjenko, Serhij Zjadan, Jurij Andruchovytj, Andrej Kurkov, Ihor Pavljuk |

Ukrainsk litteratur är litteratur på ukrainska. Den publiceras i första hand i Ukraina, ett land där ryskspråkig litteratur länge varit dominerande, och i bland annat Kanada, där många ukrainska utvandrare bosatt sig. Litteraturen är i första hand indelad i fyra huvudgrupper: skönlitteratur, facklitteratur, poesi och barnsagor. Den etablerades under 1800-talet, då författare och poeter som Taras Sjevtjenko bidrog till att skapa ett ukrainskt nationalmedvetande.

## Historik

### Kievrus och polsk dominans
Den ukrainska litteraturens historia sträcker sig till Kievriket (Kievrus). I furstestaten etablerades kristendomen 988 och med den områdets tidigaste litteratur. Den äldsta ukrainska litteraturen var kristna predikningar, helgonlegender och historiska verk som översattes från grekiska till östslavernas gemensamma skriftspråk kyrkoslaviska. Den senare uppdelningen i ukrainska, vitryska och ryska språk hade då ännu inte inletts, så tidig ukrainsk litteratur var i princip samma som tidig rysk litteratur.

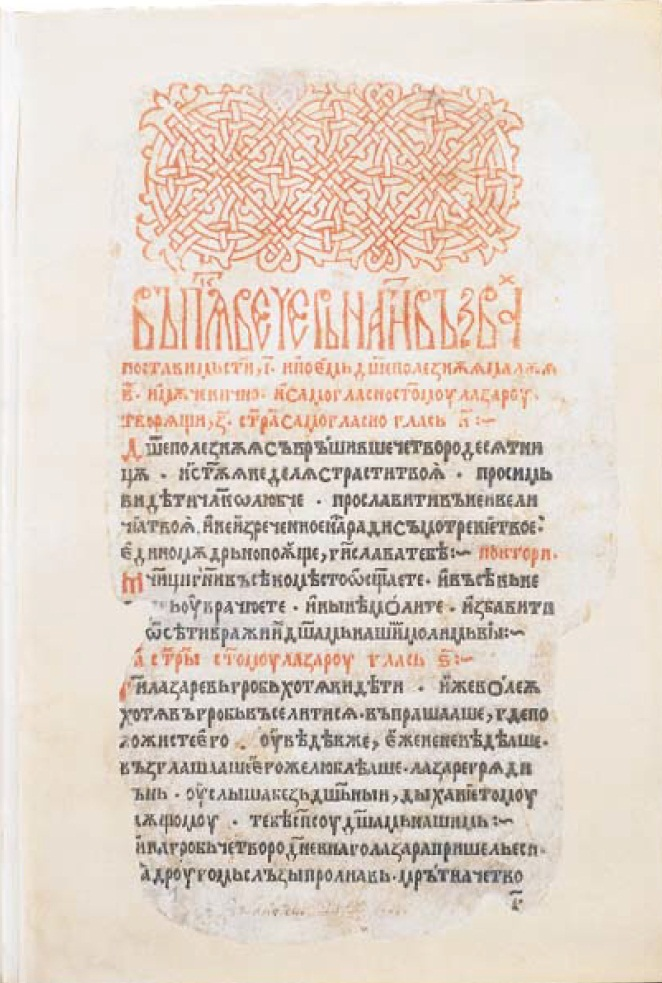
Blommig triod (Triod' cvetnaja, cirka 1491) är en av de äldsta tryckta ukrainska böckerna.

Denna språkliga enhet bröts i och med mongolernas och tatarernas maktövertagande på 1200-talet. Större delen av dagens Ukraina hamnade därefter under litauisk och polsk överhöghet, vilket drev på det lokala språkets egenart. Den första tryckta boken skriven på ukrainska är möjligen Triod' cvetnaja, tryckt cirka 1491. Boken är en liturgisk bok skriven med glagolitiska alfabetet i Krakow, Polen. Boken skrevs under tiden då stora delar av dagens östra och centrala Ukraina låg under polskt styre.

### Rysk dominans
1632 grundades en ortodox akademi i Kiev, som motvikt mot de polska och katolska influenserna från väster. När Moskva på 1700-talet tog över makten över Lillryssland (dagens centrala Ukraina), kom den akademin att samarbeta med teologer och andra skriftlärda från Ryssland.
1798 trycktes i Sankt Petersburg det första verket inom modern ukrainsk litteratur – de första delarna av Ivan Petrovytj Kotljarevskyjs Enejida. Den här burleska berättelsen på vers travesterade på samma gång Vergilius Aeneiden och skildrade Ukrainas historia. Verket uppmärksammade den nya ryska provinsens egna kultur, vilket ledde till att det spreds olika samlingar med "lillryska" visor och berättelser. En del ukrainska författare – exempelvis Nikolaj Gogol (ukrainska: Mykola Hohol) – skrev på ryska, medan andra växlade mellan ryska och ukrainska. Den förste realistiske berättaren på ukrainska var Osnovjanenko, pseudonym för Hryhorij Kvitka, vars populära pjäser bland annat inspirerade Gogol till hans Revisorn.

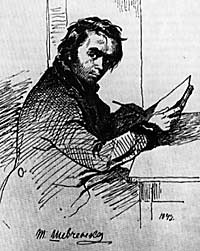
Poeten Taras Sjevtjenko (1814–61) bidrog till skapa ett ukrainskt nationalmedvetande.

### Ukrainsk renässans
Den store romantiske nationalskalden var Taras Sjevtjenko, och han bidrog till att skapa ett ukrainskt nationalmedvetande. Hans poesi fick en med tiden allt mer politisk och samhällskritisk inriktning, och han drabbades av en långvarig förvisning till Sibirien. Marko Vovtjok blev känd även i utlandet för sina landsbygdsberättelser; Gustave Flaubert översatte en av hennes romaner till franska.
Under andra hälften av århundradet var 1800-talsrealisten Ivan Franko portalfigur inom det ukrainska kulturlivet. Han skrev både politiska och litteraturvetenskapliga verk, historiska romaner och dramatik och översatte bland annat Ibsen till ukrainska. Sekelskiftesmodernismen representerades av Mychajlo Kotsiubynskyj, och bland modernisterna var Lesia Ukrajinka en populär poet. I Ukrajinkas Kassandra jämförs Ukrainas tragiska historia med trojanska kriget.

### Under Polen och Sovjetunionen
Efter första världskriget delades de ukrainska områdena mellan väst och öst. I de västliga, galiziska delarna (som anslutits till det återupprättade Polen) kunde den ukrainska kulturen åtnjuta en viss frihet. Under 1920-talet genomfördes en "ukrainisering" av pressen och delar av litteraturen. Den utvecklingen vändes under 1930-talet i sin motsats, då det sovjetiska styret under Josef Stalin såg alla sorters kulturyttringar på ukrainska som ett hot mot Sovjetunionens säkerhet. Ukrainska författare och intellektuella fängslades, skickades till Gulag och/eller avrättades. Denna tid har gett upphov till begreppet "Den arkebuserade renässansen".
I det sovjetiska Ukraina blev därefter den ukrainska kulturen hårt styrd från Moskva. Bland de poeter som tilläts verka fanns Pavlo Tytjina, och han tilldelades både ordnar och höga poster i kulturlivet. På 1970-talet kom nya signaler, där man försökte förena nationell och europeisk kultur. Ukrainska hästar över Paris (textsamling, på svenska 1987) presenterade ett urval av de nya författarna Lina Kostenko och Ivan Dratj.

### Efter 1991
Efter 1991 års självständighet kom en ny generation författare, med friare texter. Redan i slutet av 1980-talet hade en undergroundlitteratur etablerats, med namn som Jurij Andruchovytj (lyrik, romaner och essäer) och Oksana Zabuzjko (bland annat den feministiska klassikern Fältstudier i ukrainskt sex, 1996). 2005 års En kort berättelse om traktorer på ukrainska av Marina Lewycka beskrev de olika konsekvenser av omställningen till en kapitalistisk livsstil.
Utvecklingen för ukrainsk litteratur påverkas av ryska språkets starka ställning i Ukraina. Sedan sent 1600-tal har området/landet varit utsatt för en tidvis hård förryskning, vilket påverkat den litterära traditionen. Än idag (2010-talet) ges de flesta av Ukrainas största dagstidningar ut på ryska, och situationen är likadan inom bokutgivningen.
Tidskriften Forbes ukrainska upplaga redovisade i juni 2014 en lista över de 10 viktigaste samtida ukrainska författarna, rangordnade av en expertpanel:
- Serhij Zjadan (Сергій Жадан, född 1974, skriver på ukrainska) – 104 poäng
- Jurij Andruchovytj (Юрiй Андрухович, född 1960, skriver på ukrainska) – 75 poäng
- Taras Prochasko (Тарас Прохасько, född 1968, skriver på ukrainska) – 57 poäng
- Oksana Zabuzjko (Оксана Забужко, född 1960, skriver på ukrainska) – 52 poäng
- Andrej Kurkov (Андрей Курков, född 1961, skriver på ryska) – 35 poäng
- Aleksandr Kabanov (Александр Кабанов, född 1968, skriver på ryska) – 25 poäng
- Juryj Izdryk (Юрий Іздрик, född 1962, skriver på ukrainska) – 24 poäng
- Boris Chersonskij (Борис Херсонский, född 1950, skriver på ryska) – 22 poäng
- Andrij Bondar (Андрій Бондар, född 1974, skriver på ukrainska) – 21 poäng
- Marianna Kijanovska (Маріанна Кіяновська, född 1973, skriver på ukrainska) – 21 poäng

Konflikten i östra Ukraina 2014 har även påverkat den ukrainska litteraturen. I tidningen 10tals specialnummer om Ukraina (november 2014) beskrivs hur författarnas texter – medvetet eller omedvetet – kretsar kring kriget i den östligaste delen av landet.

## Poesi
Poesi är en mycket populär litteraturform i Ukraina, och ett antal poeter har fått utbredd popularitet i landet.
Bland kända och väl spridda poeter kan nämnas Taras Sjevtjenko, Viktor Neborak, Ivan Drach, Olena Teliha, Natalka Bilotserkivets, Mykola Vinhranovskyj, I.E. Andrychovytj, Ihor Pavljuk, Volodymyr Fedynysjynets och Hryhorvj Tjubaj.
Ukrainsk poesi åtnjuts som ett utmärkt medium för innerliga uttryck. Många ukrainare ägnar sig åt poesiskapelsens konst, även om de aldrig kan publicera sina verk.